# Костел св. Брата Альберта і св. Апостола Андрія (Варшава)

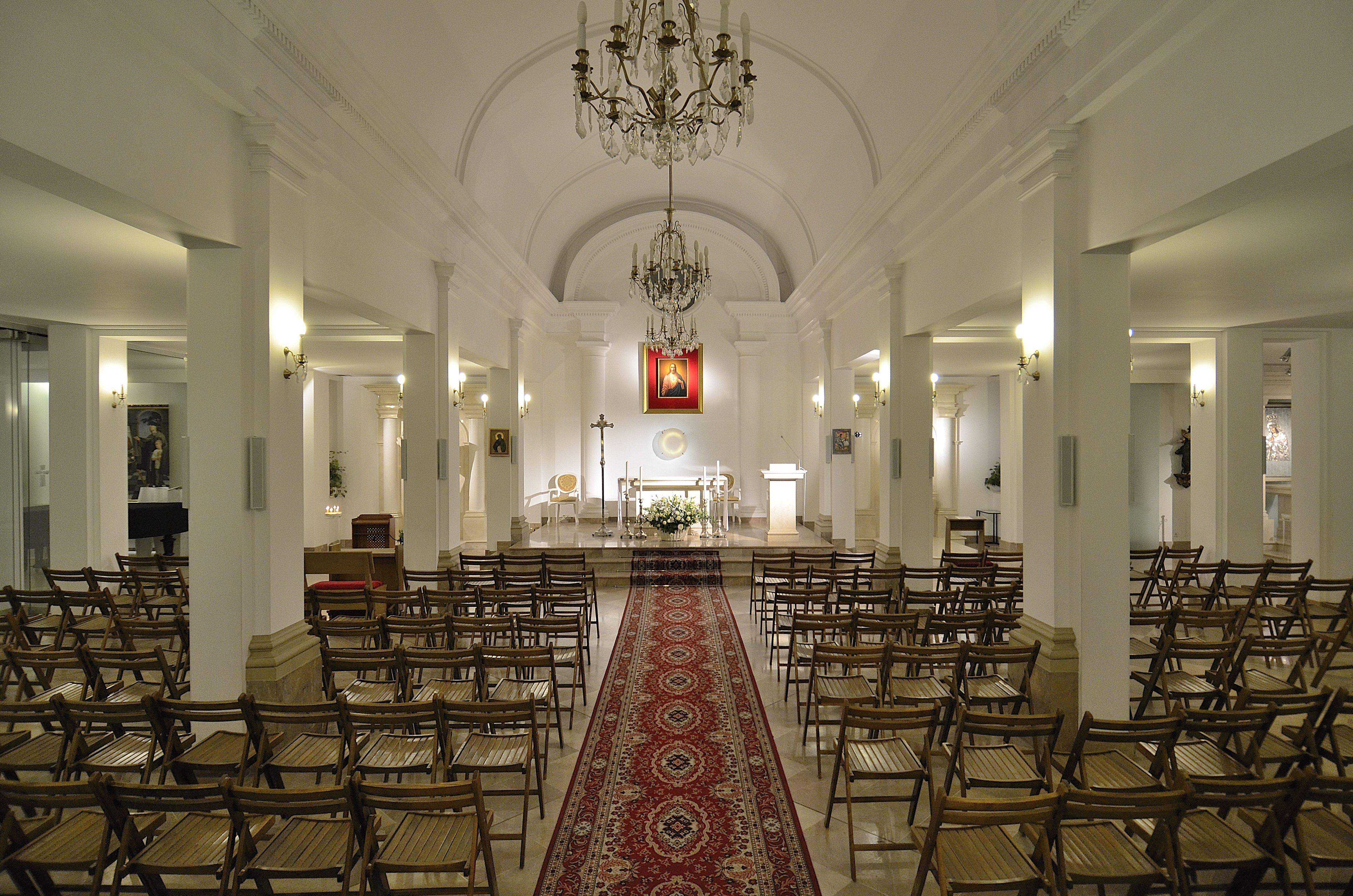
Храм з середини

Костел св. Брата Альберта і св. Апостола Андрія (пол. Kościół św. Brata Alberta i św. Andrzeja Apostoła w Warszawie) — костел розташований в Середмісті Варшави на Театральній площі.
Церква керє роботою священників творчих спільнот, що об'єднує людей культури та мистецтва, а також проводить зустрічі з громадськістю та Академію Ікон. У середині є мощі св. Альберта та св. Андрія, а також св. Йоана Євангеліста. В даний час ректором церкви і одночасно національним священиком творчих кіл є отець Гжегож Міхалчик. Тут проводяться майже щоденні Святі Меса в Тридентській формі отцем Войцехом Побудковським, IBP.
У церкві з 2014 року працює хор Cantus Laudabilis.

## Історія
На місці нинішнього костелу у сімнадцятому столітті єзуїти збідували невеликий храм. У вісімнадцятому столітті на його місці була побудований костел св. Андрія Первозванного. Поряд із ним був комплекс релігійних будівель канонічних дзвонів.
Під час Варшавського повстання в церкві була організована повстанська лікарня. Після війни пошкоджена будівля стояла до 1953 року, коли влада вирішила знести храм. Частково на його місці був побудований багатоквартирний будинок. У 1999 році храм перебудовали завдяки MBank, творчим середовищам та редакції "Жечпосполітої".
13 червня 1999 року храм посвятив папа Іван Павло II.
23 березня 2008 р. У Каплиці Гробу Господнього під час служби на Великдень відбулася пожежа. Прикраси та кілька картин спалили. Штукатурка також була пошкоджені.

## Архітектура та декор
Архітектура костелу на фасаді датується 19-тим століттям, побудованому Петром Айгнером. У головному вівтарі є зображення Себастьяна дель Пйомбо з 16 століття. Крім того, в храмі є декілька картин, подарованих до колекції Королівського замку та Національного музею. Двері церкви виготовлені з прозорого скла.